# اوکتاویان گوتسو
اوکتاویان گوتسو (به انگلیسی: Octavian Guţu) (زادهٔ ۲۷ ژوئن ۱۹۸۲) شناگر اهل مولداوی است.